# Estádio Ammochostos
O Estádio Ammochostos (em grego:  Στάδιο Αμμόχωστος) , propriedade do Nea Salamis em Lárnaca, tem uma capacidade de 5.000 lugares e é usado principalmente para o futebol. Os escritórios do clube estão na mesma área. O estádio é tem o nome da cidade de Famagusta (em grego: Αμμόχωστος; Ammochostos), a casa original do Nea Salamis antes da ocupação turca, e foi construído em 1991, perto dos campos de refugiados.[carece de fontes?] A decisão de construir o estádio foi feita em 1989 e a construção começou em dezembro do mesmo ano, e graças a apoiantes do clube em Chipre e no exterior, a Cyprus Sports Organisation e de trabalho voluntário, o estádio foi concluído dentro do prazo. O primeiro jogo do Nea Salamis Famagusta no novo estádio foi disputado em 12 de outubro de 1991, contra o Evagoras Paphos, tendo o Nea Salamis vencido por 4-1. A 17 de Maio de 1992 o estádio recebeu a final do Campeonato Europeu de Futebol Sub-16 de 1992 entre Alemanha e Espanha, que a Alemanha venceu por 2-1.[carece de fontes?]

## Galeria

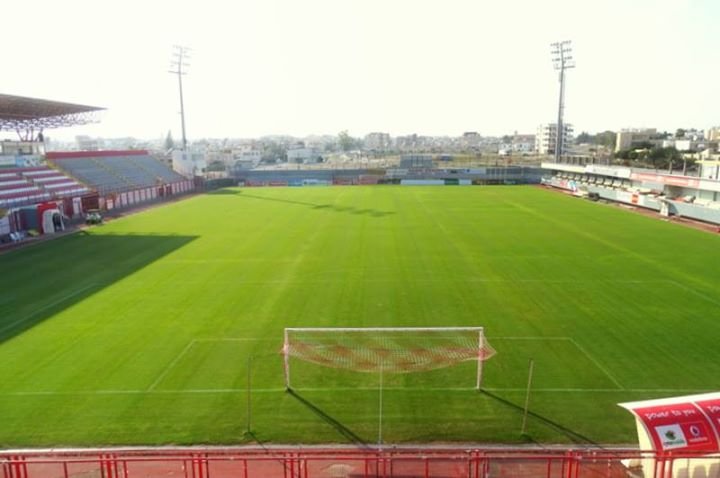
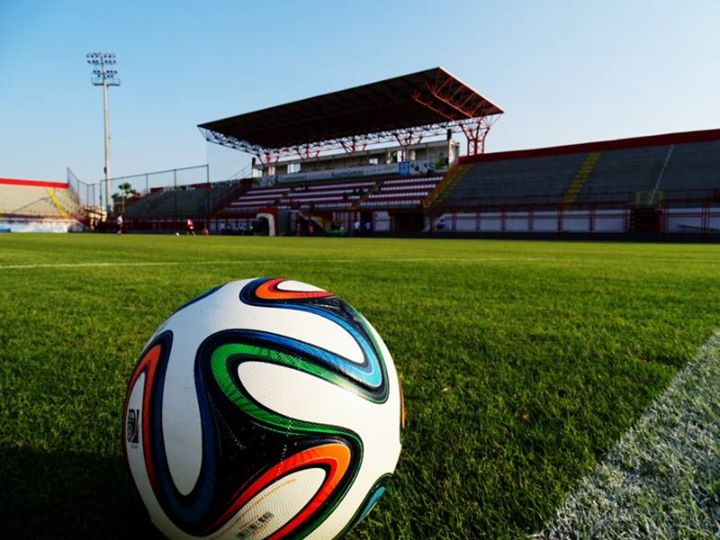
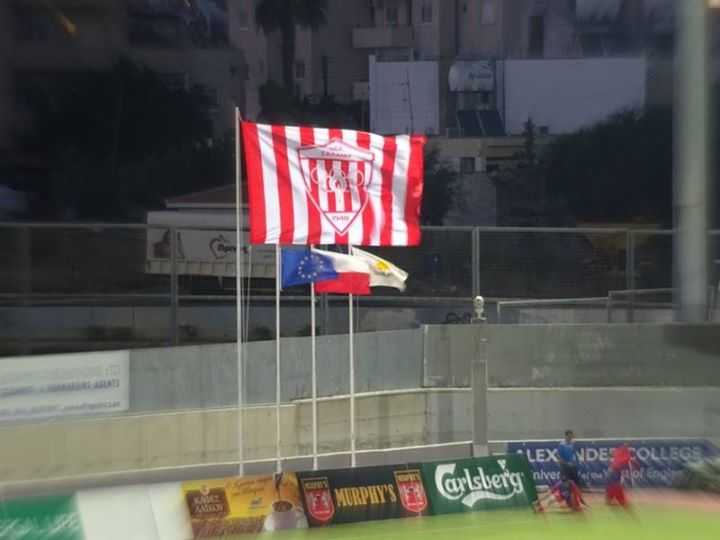
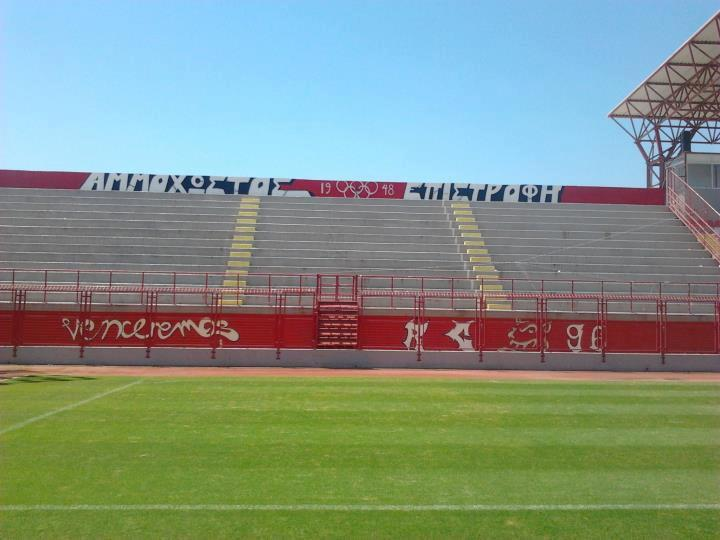
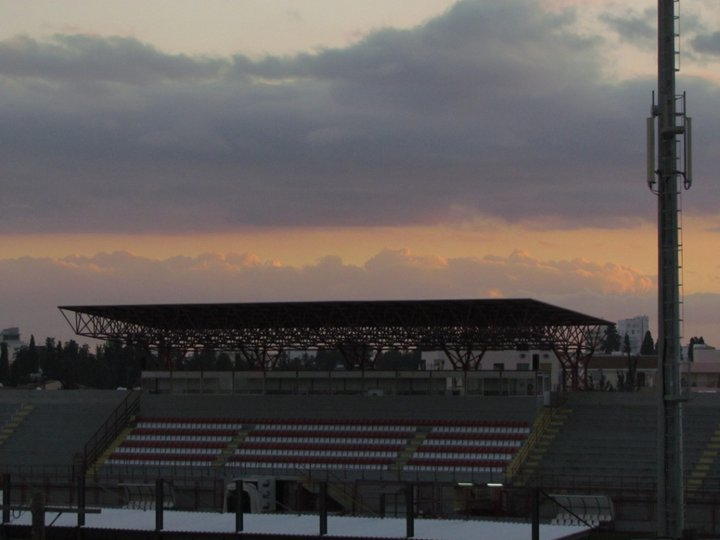
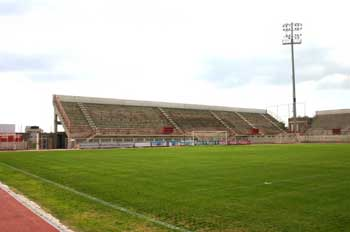
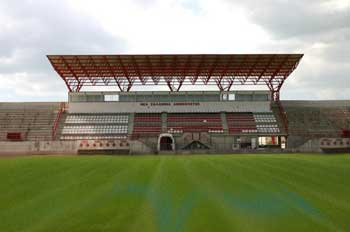